# Vinzenz Geiger
Vinzenz Geiger (Oberstdorf, 24 juli 1997) is een Duitse noordse combinatieskiër. Hij vertegenwoordigde zijn vaderland op de Olympische Winterspelen 2018 in Pyeongchang.

## Carrière
Geiger maakte zijn wereldbekerdebuut op 5 december 2015 in Lillehammer, de volgende dag scoorde hij aldaar zijn eerste wereldbekerpunten. In november 2016 behaalde de Duitser in Kuusamo zijn eerste toptienklassering in een wereldbekerwedstrijd. Een maand later stond Geiger in Ramsau voor de eerste maal in zijn carrière op het podium van een wereldbekerwedstrijd. Tijdens de Olympische Winterspelen van 2018 in Pyeongchang eindigde hij als zevende op de gundersen grote schans en als negende op de gundersen normale schans. Samen met Fabian Rießle, Johannes Rydzek en Eric Frenzel werd hij olympisch kampioen in de landenwedstrijd.
Op 13 januari 2019 boekte de Duitser in Val di Fiemme zijn eerste wereldbekerzege. Op de wereldkampioenschappen noordse combinatie 2019 in Seefeld eindigde Geiger als twaalfde op de gundersen grote schans en als veertiende op de gundersen normale schans. In de landenwedstrijd sleepte hij samen met Johannes Rydzek, Eric Frenzel en Fabian Rießle de zilveren medaille in de wacht. In Oberstdorf nam hij deel aan de wereldkampioenschappen noordse combinatie 2021. Op dit toernooi eindigde hij als veertiende op de gundersen normale schans en als vijftiende op de gundersen grote schans. Samen met Terence Weber, Fabian Rießle en Eric Frenzel behaalde hij de zilveren medaille in de landenwedstrijd.

## Resultaten

### Olympische Winterspelen
| Jaar | Plaats      | Resultaten                               |
| ---- | ----------- | ---------------------------------------- |
| 2018 | Pyeongchang | 9e Gundersen NH · 7e Gundersen LH · Team |

### Wereldkampioenschappen
| Jaar | Plaats     | Resultaten                                 |
| ---- | ---------- | ------------------------------------------ |
| 2019 | Seefeld    | 14e Gundersen NH · 12e Gundersen LH · Team |
| 2021 | Oberstdorf | 14e Gundersen NH · 15e Gundersen LH · Team |

### Wereldbeker
Eindklasseringen
| Seizoen   | Plaats |
| --------- | ------ |
| 2015/2016 | 51e    |
| 2016/2017 | 20e    |
| 2017/2018 | 12e    |
| 2018/2019 | 5e     |
| 2019/2020 | Brons  |
| 2020/2021 | Zilver |

Wereldbekerzeges
| Datum            | Plaats        | Onderdeel       |
| ---------------- | ------------- | --------------- |
| 13 januari 2019  | Val di Fiemme | 10 km Gundersen |
| 21 december 2019 | Ramsau        | 10 km Gundersen |
| 11 januari 2020  | Val di Fiemme | 10 km Gundersen |
| 19 december 2020 | Ramsau        | 10 km Gundersen |
| 20 december 2020 | Ramsau        | 10 km Gundersen |
| 6 februari 2021  | Klingenthal   | 10 km Gundersen |
| 7 februari 2021  | Klingenthal   | 10 km Gundersen |